# غوستاف روبرت كيرشهوف
جوستاف روبرت كيرشوف (بالألمانية: Gustav Robert Kirchhoff)‏ (12 مارس 1824 – 17 أكتوبر 1887)، فيزيائي ألماني كان له دور كبير في فهم مبادئ الدوائر الكهربائية، والتحليل الطيفي، وإنبعاث إشعاع الجسم الأسود عن طريق الأجسام الساخنة.
صك مصطلح إشعاع الجسم الأسود عام 1862. سميت عدة مجموعات مختلفة من المفاهيم باسم «قوانين كيرشوف» نسبة له، والمتعلقة بمواضيع متنوعة مثل إشعاع الجسم الأسود والتحليل الطيفي، والدوائر الكهربائية، والكيمياء الحرارية. سمي «وسام بنزن-كيرشوف» على إسمه واسم زميله روبرت بنزن.

## حياته وعمله
ولد جوستاف كيرشوف في 12 مارس 1824 في كونيغسبرغ، بروسيا، وهو ابن المحامي فريدريك كيرشوف ويوهانا هنريت فيتكي. كانت عائلته تابعة للطائفة اللوثرية في كنيسة إيفنجيليكال في بروسيا. تخرج من جامعة كونيغسبرغ عام 1847، وكان مشروع تخرجه عن الرياضيات الفيزيائية بإشراف ومناقشة كارل غوستاف جاكوب جاكوبي  وفرانز إرنست نيومان وفريدريك جوليوس ريشيلوت. إنتقل في نفس العام إلى برلين، ومكث فيها حتى نال البروفيسوراة في فروتسواف. في عام 1857 تزوج كلارا ريشيلوت ابنة البروفيسور فريدريك ريشيلوت. رزقا بخمسة أطفال وتوفيت كلارا عام 1869. ثم تزوج لويس بروميل في 1872.
```
في عام 1845 وبينما كان طالباً، صاغ كيرشوف 
قانونيه
، والتي أصبحت الآن واسعة الإنتشار في مجال 
الهندسة الكهربائية
. ثم أكمل هذه الدراسة كمشروع تخرج، والتي أصبحت لاحقاً أطروحته في الدكتوراة. دعي إلى 
جامعة هايدلبرغ
 عام 1854، حيث تعاون مع 
روبرت بنزن
 في عمل التحليل الطيفي. وفي عام 1857 قام بحساب أن الموجة الكهربائية داخل موصل غير مقاوم للتيار تسافر عبر هذا الموصل بسرعة الضوء.
[
17
]
[
18
]
 قام بتوثيق 
قانون كيرشهوف للإشعاع الحراري
 عام 1859، وأعطى عليه دليلاً في 1861. قدم كيرشوف وبنزن 
المطيافية
، والتي إستخدمها كيرشوف للتعرف على العناصر الموجودة في الشمس، وأظهر عام 1859 أن الشمس تحتوي على عنصر 
الصوديوم
. إكتشف مع بنزن عنصري 
السيزيوم
 
والروبيديوم
 في 1861.
[
19
]
 قدم في جامعة هايدلبرج عرضا رياضياً-فيزيائياً، مبنياً على أساس معمارية 
جون فون نيومان
 مع الرياضي الألماني ليو كونجسبيرغر. ومن بين الذين حضروا هذا العرض الفيزيائي 
آرثر شوستر
 والرياضية 
صوفيا كوفاليفسكايا
.
```

ساهم بشكل كبير في مجال التحليل الطيفي من خلال صياغة ثلاثة قوانين وصفت التكوين الطيفي للضوء المنبعث من الأجسام المتوهجة. معتمداً بشكل جوهري على إكتشافات ديفيد ألتر وآندرز أنغستروم. حاز على وسام رمفورد عام 1862 لأبحاثه على الخطوط الثابتة للطيف الشمسي، وعلى إنعكاس الخطوط الساطعة في أطياف الضوء الإصطناعي. في عام 1875، وافق كيرشوف على أول كرسي مخصص للفيزياء النظرية في برلين.
ساهم كيرشوف أيضاً في البصريات، وحل المعادلة الموجية بعناية، ليقدم أساساً متيناً لمبدأ هوغنس.
أصبح عضواً أجنبياً في الأكاديمية الملكية الهولندية للفنون والعلوم.

## وفاته
توفي كيرشوف عام 1887، ودفن في ساحة كنيسة سانت ماتيو القديمة في شونبيرج، برلين.

### قوانين كيرشوف الثلاثة في المطيافية
1. تنتج الأجسام الصلبة ضوءًا ذا طيف مستمر.
2. تنتج الغازات الحارة قليلة الكثافة ضوءًا ذا خطوط طيفية عند أطوال موجية مميزة (ألوان معينة) التي تعتمد على المستويات الطاقية للذرات في الغاز (اقرأ أيضاً: طيف الإصدار)
3. الأجسام الصلبة الحارة المحاطة بغاز بارد قليل الكثافة (أي أبرد من الجسم الحار) تنتج ضوءًا ذو طيف مستمر غالبًا ذو فجوات عند أطوال موجية معينة معتمدة على المستويات الطاقية كما في ذرات الغاز. (اقرأ أيضا: طيف امتصاصي)

لم يعرف كيرتشوف بوجود المستويات الطاقية في الذرات. فقد شرح وجود الخطوط الطيفية المحددة في نموذج بور في الذرة، الذي مهد لميكانيكا الكم.

## روابط خارجية
- غوستاف روبرت كيرشهوف على موقع الموسوعة البريطانية (الإنجليزية)
- غوستاف روبرت كيرشهوف على موقع إن إن دي بي (الإنجليزية)